# Welwyn
Welwyn est un village et une paroisse civile du Hertfordshire, en Angleterre. Il est parfois appelé Old Welwyn pour le distinguer de Welwyn Garden City, ville plus récente située à environ deux kilomètres au sud.

## Démographie
Au recensement de 2011, la paroisse civile de Welwyn, qui comprend également les villages de Digswell et Oaklands, comptait 8 425 habitants.

## Culture locale et patrimoine

### Lieux et monuments
Le Cat Survival Trust est un espace zoologique situé à Welwyn.

### Personnalités liées
- David James, footballeur anglais